# باشگاه فوتبال استقلال تهران در فصل ۱۳۶۳
باشگاه فوتبال استقلال تهران در فصل ۱۳۶۳ ۳۹امین فصل فعالیت تیم استقلال در فوتبال ایران بود. در این سال استقلال در در مسابقات جام باشگاه‌های تهران ۱۳۶۳ شرکت کرد.

## مرور فصل
در این فصل مسابقات قهرمانی باشگاه‌های تهران چندین بار قطع گردید، نا آماده بودن زمین، اعتراض تماشاگران به عدم برگزاری بازی پرسپولیس و پاس که با آتش روشن‌کردن در زمین بازی و شکستن شیشه‌ها در خیابان‌ها همراه بود و همچنین شرکت تیم ملی در جام ملت‌های آسیا، همگی موجب گردید که جام قهرمانی باشگاه‌های تهران در حالیکه ۶ هفته خود را پشت سر گذاشته بود تا پایان سال تعطیل شده و بازی‌های این سال دیگر هرگز برگزار نشود. تیم استقلال تا قبل از لغو بازی‌ها همراه با تیم پرسپولیس با ۱۲ امتیاز در صدر جدول پود.

## بازیکنان
حجت‌اله خاکسار تهرانی، اصغر حاجیلو، رضا نعلچگر، حمید فردعلی‌نیا، بهتاش فریبا، عبدالعلی چنگیز، جعفر مختاری‌فر، حمید فرزام‌نیا، شاهین بیانی، پرویز مظلومی، وحید امیری، رضا رجبی، سعید مراغه‌چیان، بیژن طاهری، رضا احدی، غلامرضا برهان‌زاده، شاهرخ بیانی، احمد حیدرخان و هدایت تیم بر عهده منصور پورحیدری بود.

## بازی‌ها

### جام باشگاه‌های تهران
| ۹ اردیبهشت ۱۳۶۳ ۱ | استقلال تهران      | ۱ – ۰ | اکباتان تهران | تهران                                                |
|                   | چنگیز ۸۱' · نعلچگر |       | صادق سرور     | ورزشگاه: شیرودی تماشاگران: ۲۸۰۰۰ داور: هروس باغومیان |

| ۲۳ اردیبهشت ۱۳۶۳ ۲ | استقلال تهران                 | ۲ – ۱ | نیروی زمینی تهران              | تهران                            |
|                    | رجبی ۲۷' (پنالتی) · چنگیز ۴۸' |       | مهران رجبی ۷' · حمید مجدتیموری | ورزشگاه: آزادی داور: منوچهر نظری |

| ۹ شهریور ۱۳۶۳ ۳ | استقلال تهران     | ۲ – ۱ | آرارات تهران                                   | تهران                            |
|                 | مختاری‌فر ۱۵'، ۴۵' |       | ویگن زینلی ۸۳' · ویگن خشادوریان · ویگن کرائیان | ورزشگاه: شیرودی داور: محمد صالحی |

| ۱۶ شهریور ۱۳۶۳ ۴ | استقلال تهران           | ۲ – ۰ | دریانوردان تهران | تهران                                               |
|                  | چنگیز ۷۰'، ۷۷' · نعلچگر |       | محمود سجادی      | ورزشگاه: شیرودی تماشاگران: ۲۵۰۰۰ داور: جمشید اخباری |

| ۲۳ شهریور ۱۳۶۳ ۵ | استقلال تهران                                         | ۵ – ۰ | راه‌آهن تهران | تهران                                               |
|                  | چنگیز ۳۸'، ۸۳' (پنالتی) · مظلومی ۵۲'، ۶۹' · فریبا ۷۷' |       |              | ورزشگاه: شیرودی تماشاگران: ۲۳۰۰۰ داور: حمید خوشخوان |

| ۶ مهر ۱۳۶۳ ۶ | استقلال تهران              | ۳ – ۱ | شاهین تهران    | تهران                           |
|              | چنگیز ۳۷'، ۶۰' · طاهری ۶۷' |       | محمد صادقی ۶۴' | ورزشگاه: آزادی داور: محمد صالحی |

#### جایگاه در جدول
| رتبه | باشگاه   | بازی | برد | مساوی | باخت | گل‌زده | گل‌خورده | امتیاز |
| ---- | -------- | ---- | --- | ----- | ---- | ----- | ------- | ------ |
| ۱    | پرسپولیس | ۶    | ۶   | ۰     | ۰    | ۲۲    | ۳       | ۱۲     |
| ۲    | استقلال  | ۶    | ۶   | ۰     | ۰    | ۱۵    | ۳       | ۱۲     |
| ۳    | اکباتان  | ۶    | ۴   | ۱     | ۱    | ۹     | ۲       | ۹      |

منبع

### بازی دوستانه
| فروردین ۱۳۶۳ دوستانه ۱ | استقلال بهشهر                  | ۳ – ۲ | استقلال تهران  | بهشهر |
|                        | بهرام درویش‌نژاد · محمد مجتبایی |       | مظلومی · فریبا |       |

| ۱۳۶۳ دوستانه ۲ | نساجی مازندران      | ۱ – ۱ | استقلال تهران | ساری               |
|                | دست‌نشان ؟' (پنالتی) |       | مختاری‌فر      | ورزشگاه: متقی ساری |

| تیر ۱۳۶۳ دوستانه ۳                                                         | استقلال بهشهر | ۲ – ۴ | استقلال تهران | رستمکلا         |
|                                                                            |               |       |               | تماشاگران: ۲۰۰۰ |
| یادداشت: استقلال در بازی ترکیبی از بازیکنان جوان و بزرگسال به میدان فرستاد |               |       |               |                 |

| ۷ دی ۱۳۶۳ دوستانه ۴ | تام اصفهان | ۰ – ۱ | استقلال تهران | اصفهان                                     |
|                     |            | گزارش | چنگیز ۲۵'     | ورزشگاه: تختی اصفهان داور: مهدی ابر نیرویی |

| ۱۳۶۳ دوستانه ۵ | استقلال تهران                | ۲ – ۰ | صدا و سیما تهران | تهران |
|                | مظلومی ؟' · احدی ؟' (پنالتی) | گزارش |                  |       |

| ۱۳۶۳ دوستانه ۶ | استقلال تهران | ؟ – ؟ | دریای بابل | بابل |
|                |               | گزارش |            |      |

| ۱۶ بهمن ۱۳۶۳ دوستانه ۷ | کارگران برق       | ۱ – ۰ | استقلال تهران | تهران              |
|                        | حسن آگاهی‌پیشه ۴۰' |       |               | ورزشگاه: ۱۷ شهریور |

## آمار فصل

### تعداد بازی
| #  | بازیکن              | تعداد بازی |
| #  | بازیکن              | لیگ تهران  |
| -- | ------------------- | ---------- |
| ۱  | عبدالعلی چنگیز      | ۶          |
| ۲  | شاهین بیانی         | ۶          |
| ۳  | رضا رجبی            | ۶          |
| ۴  | حمید فرد علی‌نیا     | ۶          |
| ۵  | پرویز مظلومی        | ۶          |
| ۶  | بهتاش فریبا         | ۶          |
| ۷  | اصغر حاجیلو         | ۶          |
| ۸  | غلامرضا نعلچگر      | ۵          |
| ۹  | سعید مراغه‌چیان      | ۵          |
| ۱۰ | ناصر حجازی          | ۴          |
| ۱۱ | رضا احدی            | ۴          |
| ۱۲ | جعفر مختاری‌فر       | ۴          |
| ۱۳ | بیژن طاهری          | ۴          |
| ۱۴ | شاهرخ بیانی         | ۲          |
| ۱۵ | حجت‌اله خاکسارتهرانی | ۲          |
| ۱۶ | وحید امیری          | ۱          |
| ۱۷ | غلامرضا برهان‌زاده   | ۱          |
| ۱۸ | حمید فرزام‌نیا       | ۱          |

### کاپیتان‌های فصل
| رده | نام            | باشگاه‌های تهران | جمع |
| --- | -------------- | --------------- | --- |
| ۱   | ناصر حجازی     | ۴               | ۴   |
| ۲   | سعید مراغه‌چیان | ۱               | ۱   |
| ۳   | پرویز مظلومی   | ۱               | ۱   |

- فقط کاپیتان‌هایی که بازی را شروع کرده‌اند در این جدول قرار گرفته‌اند و کاپیتان‌های تعویضی محاسبه نشده‌اند.

## سایر ورزش‌ها
منبع
- تیم بسکتبال جوانان استقلال به مقام قهرمانی بسکتبال جوانان تهران دست یافت. بازیکنان این تیم عبارت بودند از: علیا میرک، مشتاق توجه‌وند، مهرداد قدیمی، رضا فرحبخش، محسن سلیمانی، حمیدرضا خدامراد، محمد رضا شال بیک، علیرضا ساوجی، فرج‌اله خلقی، علیرضا مشیری، داریوش فتحی، محسن طالبی و مربی تیم: محمود نیکدل
- در مسابقات بسکتبال قهرمانی باشگاه‌های تهران تیم بسکتبال استقلال پس از تیم پرسپولیس به مقام دوم دست یافت و تیم باس و هما به مقام‌های بعدی دست یافتند.
- در مسابقات انتخابی بسکتبال بانوان تهران که از ۷ مرداد ماه با شرکت ۱۴ تیم جریان داشت با قهرمانی تیم استقلال به پایان رسید.
- در مسابقات والیبال قهرمانی انتخابی جوانان استان تهران تیم والیبال جوانان استقلال به مقام سوم دست یافت.
- در مسابقات والیبال قهرمانی باشگاه‌های تهران تیم والیبال استقلال بعد از تیم پاس تهران با ۱۶ امتیاز به مقام تایب قهرمانی باشگاه‌های تهران رسید. اعضاء تیم استقلال عبارت بودند از: عزیز پرتوی، عباداله نبی‌زاده، رضا وکیلی فرجاد، شاهپور گرشاسبی، اکبر نائینی، علی قهرمانی، محمدحسین گلچین، عبدالعلی نبی، عبدالکریم مجابی، حمید شلتوکچی، کوروش شریفی، مربی: مهدی صابرپور
- نتایج تیم استقلال در این دوره به شرح زیر بود:

استقلال ۳ - ایران خودرو ۱
استقلال ۳ - بانک ملی ۰
استقلال ۳ - برق ۰
استقلال ۰ - پاس ۳
استقلال ۳ - راه‌آهن ۱
استقلال ۳ - شیشه و گاز ۰
استقلال ۲ - شهید چمران ۳
استقلال ۳ - نفت ۰
استقلال ۳ - هما ۰